# Hessiet

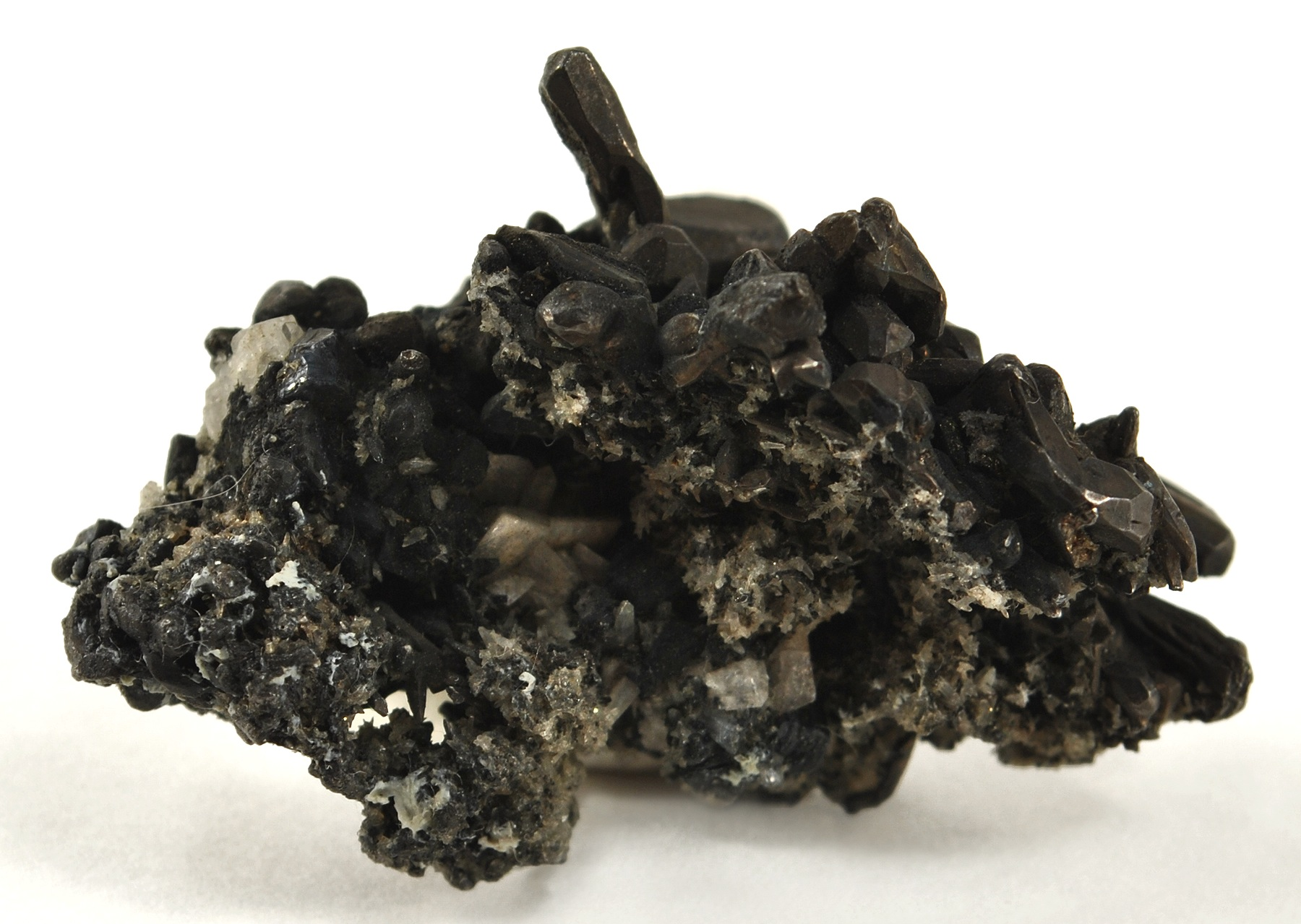

Het mineraal hessiet is een zilver-telluride met de chemische formule Ag2Te.

## Eigenschappen
Het opake lood-of staalgrijze hessiet heeft een lichtgrijze streepkleur, een metallische glans en een onduidelijke splijting volgens het kristalvlak [100]. De gemiddelde dichtheid is 7,55 en de hardheid is 1,5 tot 2. Het kristalstelsel is monoklien en het mineraal is niet radioactief.

## Naamgeving
Hessiet is genoemd naar de Zwitserse scheikundige Germain Henri Hess (1802 - 1850).

## Voorkomen
Hessiet is een mineraal dat voorkomet in hydrothermale aders van lage tot gemiddelde temperatuur. De typelocatie is Calaveras, Nevada, Verenigde Staten. Het mineraal wordt ook gevonden in Botes, Zlatna, Transsylvanië, Roemenië en in de McAlpine mijn in Tuolumne County, Californië, VS.